# Sténose urétrale
 Mise en garde médicale
La sténose urétrale (ou sténose de l'urètre) est un rétrécissement pathologique de l'urètre. Elle touche plus souvent l'homme que la femme. Cette pathologie entame la qualité de vie et peut causer de sérieuses complications.

## Symptômes
La première caractéristique d'une sténose urétrale est une difficulté pour uriner. Le jet urinaire est lent, fin, parfois dédoublé ou "en arrosoir". La longueur du jet est faible, et dans certains cas il n'est pas rare que de l'urine retombe sur le pantalon ou le caleçon du patient. La miction se fait généralement en plusieurs temps avec une succession d’arrêts et de reprises du jet. Après avoir uriné, l'homme souffrant de la sténose ressent généralement un sentiment de vessie mal vidée et a souvent envie de réuriner rapidement. Une douleur peut aussi être ressentie par l'homme durant la miction. Cette douleur est généralement comparée à une sorte de légère brulure.
Le deuxième symptôme courant est une douleur dans le bas-ventre. Elle est due à l'urine accumulée dans la vessie qui n'a pas été bien vidée par la miction incomplète.
Un troisième symptôme est la faiblesse éjaculatoire. Bloqué dans son échappement par la réduction du méat, le sperme ne peut pas sortir complètement, ce qui donne une éjaculation plus faible en volume que chez un homme non affecté par la pathologie.

## Diagnostic
La débitmétrie urinaire, l'urétrocystographie et la fibroscopie (ou urétroscopie) sont les principaux examens permettant de diagnostiquer une sténose urétrale.

## Causes
Ce peut être la conséquence d'une opération, d'une infection ou d'un traumatisme (une chute par exemple). Elles ne sont parfois pas retrouvées : dans 30% des cas de sténose, l’origine est inconnue.
La circoncision, augmente les risques d'être atteint de cette pathologie.

## Traitement
L'urétrotomie, la dilatation urétrale et l'urétroplastie sont les traitements de référence.

## Epidémiologie
Environ 0,9% des hommes en sont atteints.